# Thelotrema expansum
Thelotrema expansum är en lavart som beskrevs av C. Knight 1888. Thelotrema expansum ingår i släktet Thelotrema och familjen Thelotremataceae.   Inga underarter finns listade i Catalogue of Life.